# Bibbidi-Bobbidi-Boo
Bibbidi-Bobbidi-Boo est une chanson écrite et composée par Mack David, Al Hoffman et Jerry Livingston pour le long-métrage Disney Cendrillon (1950).
Interprétée par la marraine la fée, cette chanson intervient pendant la transformation de la citrouille en carrosse. Dans la version originale du film, la chanson est interprétée par Verna Felton. Pour les versions françaises ce sont les comédiennes Lita Recio puis Claude Chantal qui prêtèrent leurs voix.

## Enregistrements
Un des premiers enregistrements de la chanson connu est celui de Perry Como et The Fontane Sisters le 7 novembre 1949 et signé chez RCA Victor Records. Elle fut commercialisée sur un disque 78 tours (numéro de catalogue 20-3607-B) et un disque 45 tours (numéro de catalogue 47-3113-B). L'autre face du disque comportait la chanson A Dream Is a Wish Your Heart Makes. Cet enregistrement se classa à la quatorzième place du Billboard. Le même disque sortit au Royaume-Uni par HMV en 78 tours (catalog number B-9961).
Un autre enregistrement par Jo Stafford et Gordon MacRae, fut réalisé par Capitol Records sous le numéro de catalogue 782. Le disque pris place dans le classement Billboard du pays le 16 décembre 1949 et resta à cette place durant 7 semaines avec pour meilleure place la dix-neuvième position.
La chanson a été reprise par Louis Armstrong et enregistrée le 16 mai 1968.

## Parodie/reprise
Akira Toriyama, le créateur du manga Dragon Ball était un passionné de l'univers de Disney. En clin d'œil à cette chanson, il baptisa trois personnages de sa saga Bibidi, Babidi et Boo.
Dans un épisode de Tous en boîte, Jafar et Iago utilisent une reprise de cette musique pour faire réapparaître le club de Mickey.

## Nomination
La chanson fut nommée aux Oscar de la meilleure chanson originale en 1951.